# 小行星25416
小行星25416（25416 Chyanwen）是一颗绕太阳运转的小行星，为主小行星带小行星。该小行星于1999年11月19日发现。

## 轨道参数
小行星25416的轨道半长轴为364 205 628 km，2.4345296 UA，离心率为0.034。